# Xã La Valley, Quận Lincoln, South Dakota
Xã La Valley (tiếng Anh: La Valley Township) là một xã thuộc quận Lincoln, tiểu bang Nam Dakota, Hoa Kỳ. Năm 2010, dân số của xã này là 550 người.